# Calliscelio argentipes
Calliscelio argentipes är en stekelart som först beskrevs av Alan Parkhurst Dodd 1914.  Calliscelio argentipes ingår i släktet Calliscelio och familjen Scelionidae. Inga underarter finns listade.